# Les Charmontois
Les Charmontois település Franciaországban, Marne megyében. Lakosainak száma 119 fő (2022. január 1.). Les Charmontois Éclaires, Belval-en-Argonne, Le Châtelier, La Neuville-aux-Bois, Lisle-en-Barrois, Le Vieil-Dampierre és Seuil-d’Argonne községekkel határos.

## Népesség
A település népességének változása:
| Lakosok száma | 228  | 187  | 162  | 144  | 122  | 121  | 118  | 117  | 116  | 119  |
|               | 1968 | 1982 | 1990 | 2006 | 2013 | 2015 | 2017 | 2019 | 2020 | 2022 |